# Euphorbia enterophora
Euphorbia enterophora är en törelväxtart som beskrevs av Emmanuel Drake del Castillo. Euphorbia enterophora ingår i släktet törlar, och familjen törelväxter. IUCN kategoriserar arten globalt som livskraftig.
Artens utbredningsområde är Madagaskar.

## Underarter
Arten delas in i följande underarter:
- E. e. crassa
- E. e. enterophora

## Bildgalleri

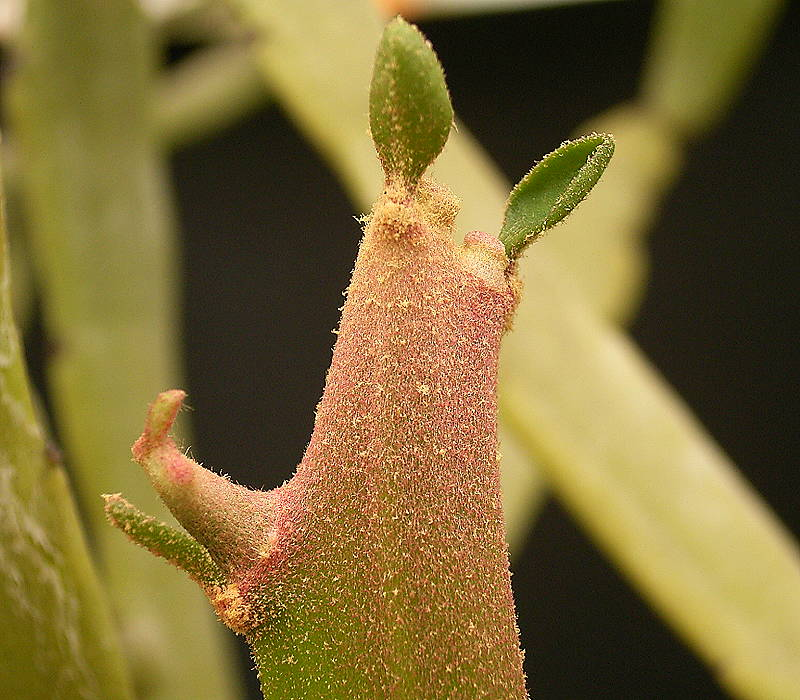
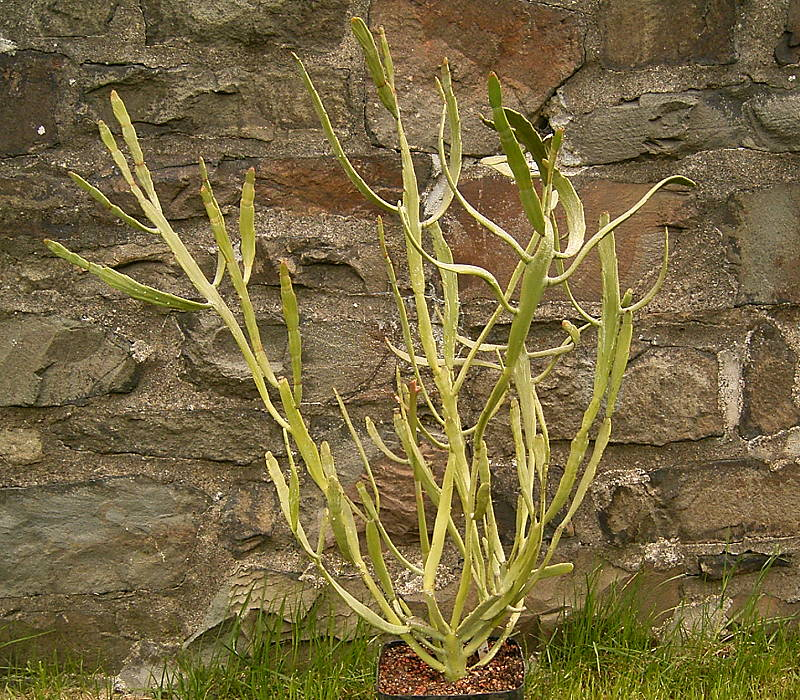
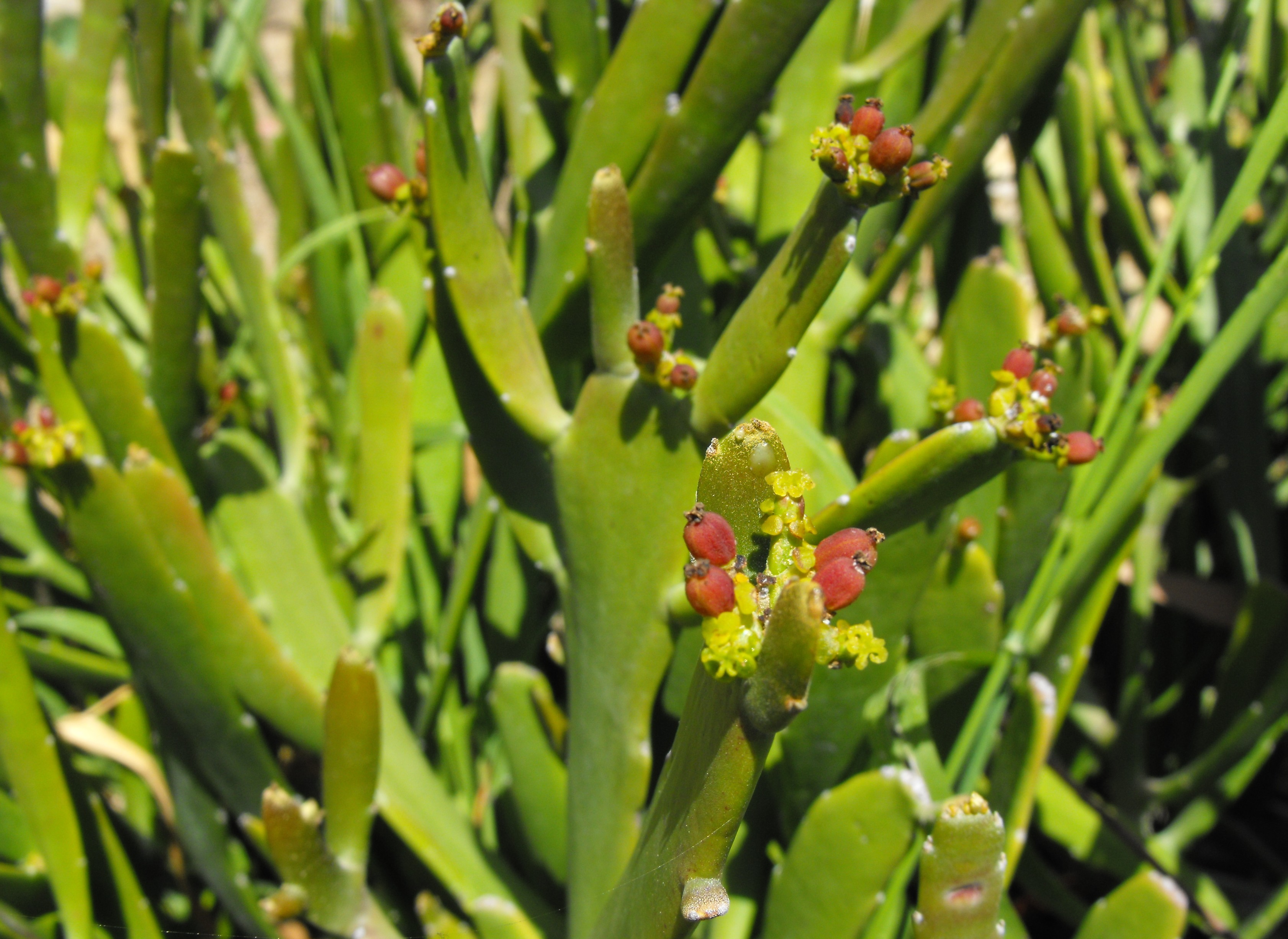
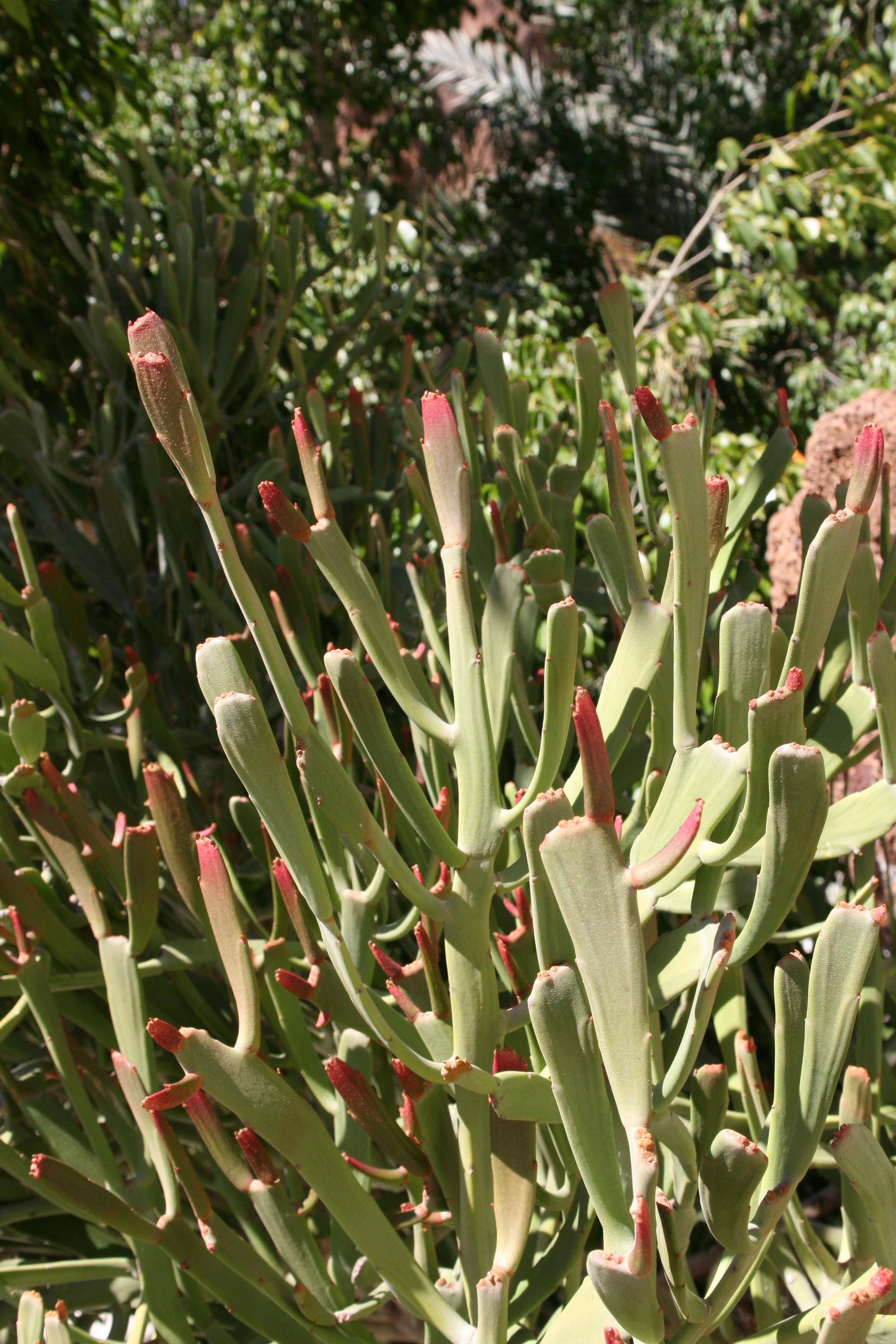
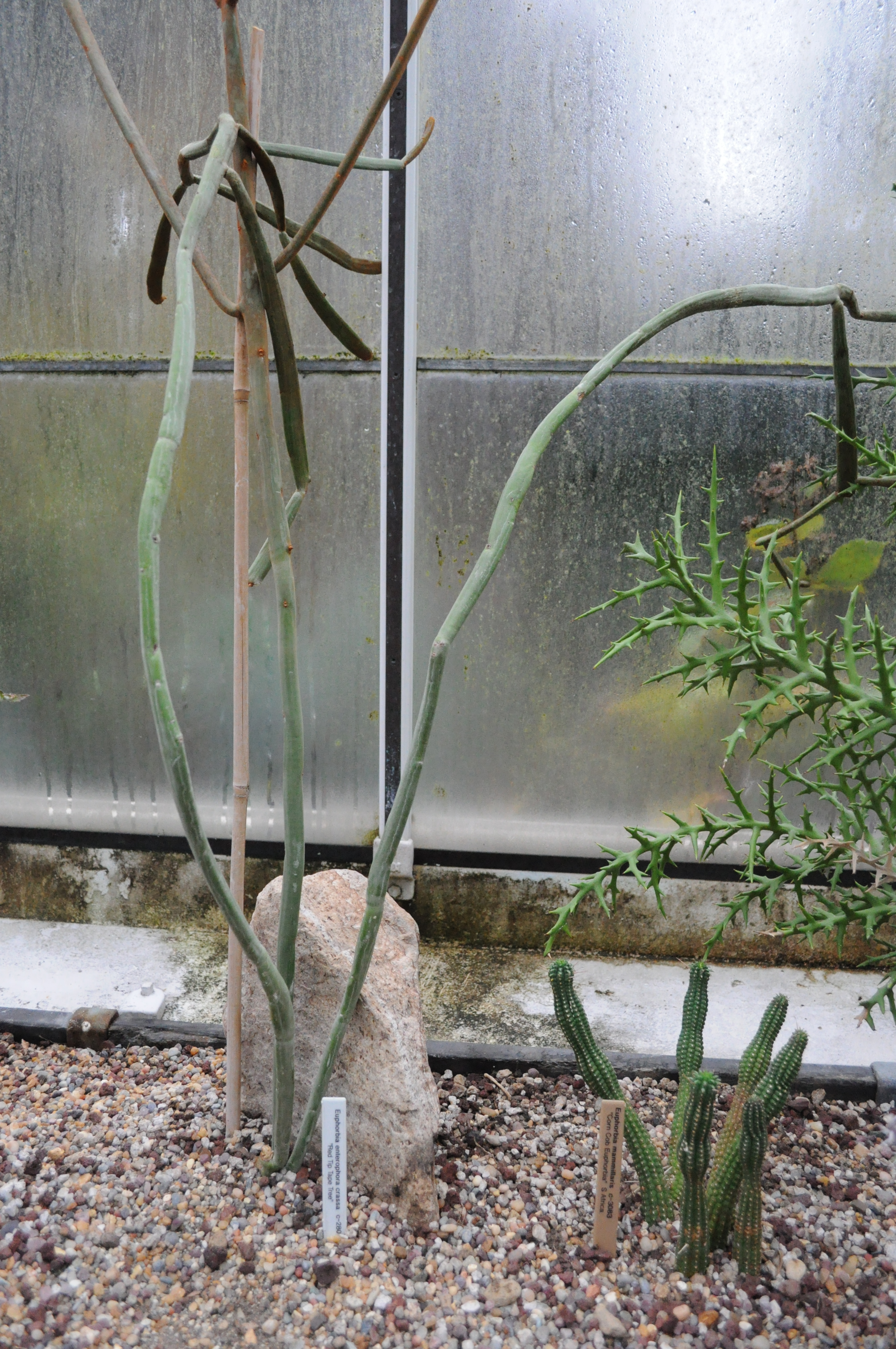